# Fluoroflogopite
La fluoroflogopite è un minerale appartenente al gruppo delle miche. Analogo con il fluoro della flogopite e analogo con il magnesio della Fluorannite.

## Etimologia
Chiamata in questo modo da D. P. Grigoriev nel 1935 facendo riferimento al fatto che si tratta di una flogopite ricca di fluoro.